# كاتان: وورد إكسبلوررز
كاتان: وورد إكسبلوررز (بالإنجليزية: Catan: World Explorers)‏ هي لعبة فيديو واقع معزز للهاتف المحمول تعمل على منصة أندرويد وآي أو إس من تصميم نيانتيك التي تقوم بنشر ألعاب الفيديو. على أساس لعبة الطاولة كاتان، يتباين الحجم على حسب الجهاز المملوك، وقد حظيت اللعبة بأزيد من مئة ألف عملية تثبيت.

## نظام اللعبة
حسب الموقع الرسمي، يصبح لاعبو اللعبة مقسمين على فرق يتواجهون مع بعضهم البعض في وقت محدد لربح «نقاط الفوز». يتم الترويج للعبة على وجود لاعبين يطورون المستوطنات والطرق أثناء جمع الموارد، مع كون «المباريات» عناصر تنافسية محليًا أو عالميًا تحدث كل موسم. مثل الألعاب السابقة التي أصدرتها نيانتيك أي آر (مثلاً إنجرس وبوكيمون غو)، تتمحور اللعبة حول نقاط معالم العالم الحقيقي، المكان الذي يمكن للاعبين جمع الوسائل داخل اللعبة، تلك الوسائل تكون كثيرة أو قليلة على حسب المكان المتواجد به اللاعب.

## التطوير
في أواخر أكتوبر 2019، كشف ناشر كاتان خلال سبيال 2019 في إسن أن الشركة كانت تطور «لعبة متعددة اللاعبين تعتمد على الموقع». صدر موقع ويب ترويجي في وقت لاحق، والذي يسمح للأفراد المهتمين بالتسجيل المسبق للعبة. وأكدت نيانتيك في وقت لاحق مشاركتها في عملية التطوير بعد استفسارات من وسائل الإعلام، مشيرة إلى أن اللعبة القادمة طُورت على «منصة العالم الحقيقي». بحلول يونيو 2020، فُتح التسجيل المسبق للعبة.
في يوليو 2021، أطلقت اللعبة في نيوزيلاندا.
في 1 أكتوبر 2020، وُفر الوصول المبكر للعبة في أستراليا والدنمارك وسنغافورة.
في 1 سبتمبر 2020، حصلت سويسرا على وصول مبكر للعبة.